# 얼굴도둑
얼굴도둑은 일본의 공포 만화가 이토 준지의 만화이다.

## 수록 이야기
1. 얼굴도둑

2. 허수아비

3. 낙하

4. 붉은 실

5. 조상님

6. 공포의 기구

## 출판 정보
- 한국
  - 《얼굴도둑》 (시공사, 1999년 7월 21일 출간) ISBN-13 9788952702876 /ISBN-10 8952702875